# Mary Alice Blair
Mary Alice Blair (Dunedin, 27 febbraio 1880 – Londra, 17 febbraio 1962) è stata un medico neozelandese, che organizzò ospedali a Malta, Serbia e Salonicco durante la prima guerra mondiale. Era responsabile dell'evacuazione degli ospedali serbi in Corsica, dove era responsabile dell'accoglienza di migliaia di rifugiati. È stata insignita della medaglia serba di San Sava e menzionata nei dispacci per il suo distinto servizio. Anestesista, formata in Nuova Zelanda e Gran Bretagna, la Blair è stata descritta come una delle "grandi donne dell'anestesia".

## Nascita ed educazione
Mary Alice Blair nacque il 27 febbraio 1880 a Dunedin, in Nuova Zelanda.
Il padre della Blair, William, era un ingegnere responsabile del Dipartimento dei Lavori Pubblici della “Middle Island”.
Studiò al Wellington Girls' College; una studentessa quasi esattamente contemporanea era l'autrice Katherine Mansfield. La Blair si iscrisse quindi a un corso per una laurea in scienze al Canterbury College e, dopo un periodo al Victoria University College, completò poi la laurea nel 1902 all'Auckland University College.

## Londra prima della guerra
La Blair si trasferì a Londra e superò l'esame Intermedio dell'Università di Londra (1904). Seguirono poi un MB BS (1907) e un dottorato in medicina (1910) mentre era chirurgo domiciliare presso la London School of Medicine for Women. Nel 1907 il suo nome apparve nell'elenco medico della Scozia.
Durante questo periodo esercitava in uno studio privato a Londra nelle ricche zone londinesi di Kensington e Westminster, anche se dedicava un po' di tempo come Anestesista Onorario nella zona più povera di Plaistow, dove era una di quelle che lavoravano negli insediamenti dei Docklands di Canning Town.
La lunga voce sulla Blair nel Medical Directory del 1914 elenca in forma abbreviata numerose posizioni che ricopriva contemporaneamente. Viveva a Campden Hill, Kensington.
I suoi ruoli includevano consulente medico e docente presso il British Hospital for Mothers and Babies a Woolwich, chirurgo domiciliare e assistente ostetrico senior presso il Royal Free Hospital di Londra, oltre alla sua posizione di residente come ufficiale medico nel dipartimento di maternità del New Hospital for Women di Londra.

## La Prima Guerra Mondiale
Durante la prima guerra mondiale, la Blair lavorò per la prima volta in un ospedale in Francia all'inizio del 1915. Alla fine di agosto era diretta in Serbia come medico responsabile di una seconda unità ospedaliera, sotto gli auspici dello SWH. Doveva potenziare un'unità già di stanza lì sotto il comando della dottoressa Alice Hutchison.
La Blair inviò un telegramma alla NUWSS di Londra, segnalando che all'inizio di dicembre si trovava a Salonicco, dove aveva organizzato un ospedale con 100 letti. Tuttavia, a causa dell'evacuazione dei soldati e dei civili serbi e del personale ospedaliero straniero, accompagnata da due medici e Sir Edward Boyle, visitò una serie di altre località in Serbia dove i pazienti avrebbero potuto essere curati. A Salonicco, il suo alloggio era un ex harem.

## Corsica
Alla fine fu però deciso che l'ospedale avrebbe dovuto invece essere evacuato in Corsica e un resoconto di questo difficile trasferimento delle operazioni dell'ospedale da campo, scritto dalla Blair mentre era in viaggio verso la Corsica a bordo dell'Amazone, fu pubblicato su Common Cause in Gennaio 1916. La lettera include dettagli grafici di alcune delle ferite inflitte ai civili in fuga, ad esempio un bambino di tre anni che era stato “pungolato” con una baionetta, che gli aveva lasciato cicatrici.
La Blair, con il suo staff e i numerosi pazienti di cui si occupava, sbarcò in Corsica il giorno di Natale del 1915. Un bambino nato il giorno dell'arrivo fu appropriatamente battezzato “Napoleone”.
La Blair scrisse un'altra lettera pubblicata su Common Cause in cui lo descrisse come il “Natale più triste” che avessero mai trascorso.
Dopo qualche disaccordo, l'ospedale venne allestito a Villa Miot, sulla costa vicino ad Ajaccio. Il «Guardian» riferiva che il governo francese aveva affidato alla Blair il controllo completo della Corsica.
Il libro di Eva Shaw McLaren A History of the Scottish Women's Hospital contiene una fotografia dell'ospedale e nota che era su due piani, entrambi affacciati sulla baia. La prima nave carica di rifugiati serbi contava 300 persone, la seconda 500.
Nel maggio 1916, cinquemila erano arrivati sull'isola per essere assistiti. La Blair lavorò a stretto contatto con i due rappresentanti del Serbian Relief Fund, sotto Sir Edward Boyle e sua madre, la vedova del politico conservatore, anch'egli Sir Edward Boyle.

## Altro servizio all'estero
Dopo aver prestato servizio in Corsica, la Blair fu assunta come chirurgo civile presso la RAMC di Malta dal settembre 1916 ed era pagata 24 scellini (£ 2,20) al giorno.
Nel 1918 tornò a Salonicco, questa volta a capo del 42º Ospedale Generale del RAMC, e il suo servizio lì fu riconosciuto da una Menzione nei dispacci emessa dal Generale Milne.
Comprò un cucciolo, Muggins, mentre era a Salonicco, e il cane visitava i pazienti con lei, mostrando loro simpatia. Muggins fu poi portato a Londra dove accompagnava la Blair mentre teneva lezioni di medicina. Il cane morì nel 1930. Può essere visto con la dottoressa Blair in questa fotografia scattata mentre erano a Salonicco durante la guerra.

## Lavoro nel dopoguerra
Nel 1919 la Blair era tornata a Londra dove le fu assegnato l'incarico di ufficiale medico senior presso il Queen Mary's Army Auxiliary Corps Hospital, Londra. Mantenne anche uno studio privato in ostetricia e ginecologia.
Il Re dei serbi, Croati e Sloveni, Alessandro I di Jugoslavia, conferì alla Blair l'Ordine di San Sava nel 1922; questo era un riconoscimento del suo lavoro con il Serbian Relief Fund.
La Blair partecipò a diversi eventi civici a Londra, come un ricevimento per visitatori stranieri al Lyceum Club nel 1925, insieme a Madame Montessori, quando l'Alto Commissario neozelandese Sir James Parr accolse diverse centinaia di espatriati al Mayfair Hotel e un altro grande ricevimento nel 1929.
Partecipò anche alla Conferenza di Londra sulla maternità e sul benessere infantile nel 1926. Fu notata come responsabile dell'Hammersmith Centre e prese parte a una lunga e vivace discussione sulla questione se tali centri dovessero insegnare "l'ideale" o "l'espediente" in termini di concepimento e controllo delle nascite.
I suoi incarichi di docente negli ospedali universitari e altrove continuarono; fu al suo ritorno da una conferenza fuori Londra nel 1930 che trovò il suo cane morto.
Più tardi nel corso dell'anno, la Blair fu invitata al Royal Garden Party a Buckingham Palace alla presenza del re e della regina, del re Faisal I dell'Iraq e di molti altri illustri ospiti.

## Visita in Nuova Zelanda
Nel 1932 la Blair tornò in Nuova Zelanda per una visita. Il quotidiano Otaki Mail dedicò un articolo alla descrizione del suo lavoro a Londra e delle sue attività in Nuova Zelanda. Notò che era stata recentemente nominata a Whitelands, un college di formazione per insegnanti donne a Londra, con sede nel nuovo edificio del college, che era stato aperto l'anno precedente dalla Regina Maria.
Oltre a dettagliare i suoi incarichi medici, l'articolo rileva inoltre che la Blair era consulente per le donne nell'ufficio postale del distretto di Westminster ed esaminatrice del servizio civile.
L'Otaki Mail affermava anche che la Blair intendeva percorrere il Milford Track di 53 chilometri, un sentiero panoramico con foreste pluviali, montagne e ghiacciai, oltre a visitare gli amici durante il suo soggiorno.
Un tè pomeridiano in suo onore fu offerto da Lady Ferguson e la Blair partecipò a un evento presso l'University Women's Club di Wellington, dove tenne un discorso sul suo lavoro a Londra e durante la Prima Guerra Mondiale, comprese le sue esperienze con il Mediterraneo "infestato dalle mine”.

## Ritorno a Londra
Tornò immediatamente al lavoro il giorno successivo dopo il lungo viaggio di ritorno dalla Nuova Zelanda.
Mentre era in Nuova Zelanda era preoccupata per il modo in cui il bestiame veniva macellato e, al suo ritorno a Londra, iniziò una campagna per l'utilizzo di metodi più umani. Venne sostenuta da Sir George Barrow GCB e Sir Cecil Fforde, con la cooperazione e il sostegno del Consiglio di giustizia per gli animali e della Humane Slaughter Association.
Il dottor Platts-Mills di Wellington fu ospite della Blair nella casa londinese di quest'ultimo in Belgrave Road, Pimlico nel 1933. Si dice che il dottor Platts-Mills fosse a Londra per due anni per intraprendere un lavoro post-laurea. Adah Platts-Mills era la figlia della prima donna dottoressa neozelandese in uno studio privato Daisy Platts-Mills.
Grosvenor House fu la sede di un evento sociale del 1933 organizzato dalla New Zealand Women's Association; a questo parteciparono 200 donne, inclusa la dottoressa Blair.
Il British Medical Journal del 1936 notò che il suo Consiglio aveva nominato la Blair come uno dei suoi rappresentanti presso il Central College of District Nursing di Londra. Due anni dopo fu riferito che lei sosteneva che i medici di medicina generale avrebbero dovuto recarsi regolarmente in ospedale per tenersi aggiornati; ciò avvenne durante una discussione seguita ad una conferenza sul trattamento preventivo e sul medico di famiglia.
Mary Alice Blair aveva 81 anni quando morì nel 1962 ed è una delle 'grandi donne dell'anestesia' riconosciuta dal Geoffrey Kaye Museum.